# Maxime de Villemarest
Charles Maxime Catherinet, dit Maxime de Villemarest (Paris, 22 avril 1784 - Belleville, 20 août 1852), est un diplomate et écrivain français. 

## Biographie
Issu d'une riche famille de parlementaires, il étudie au collège de Vendôme avec Élie Decazes et obtient une bourse gratuite au Prytanée français. Lorsque Napoléon visite l'établissement, Villemarest est un de ceux qu'il interroge. Satisfait de ses réponses, le chef du gouvernement consulaire lui attribue une pension de deux cents francs à vie sur sa cassette particulière. 
Villemarest entre au cabinet du ministre des relations extérieures Talleyrand comme apprenti mais doit le quitter lorsque ce portefeuille est brusquement retiré. Talleyrand lui garde, malgré tout, sa protection et lors de la création, en 1808, du gouvernement général des départements au-delà des Alpes, il le nomme secrétaire du gouverneur général, Camille Borghèse, beau-frère de Napoléon. À la chute de l'empire, il se trouve sans place. Pendant les Cent-Jours, il en refuse une que Napoléon lui fait offrir par Camille de Montalivet. À la restauration, Blacas lui retire la pension accordée autrefois au Prytanée. 
Pour vivre, il se lance alors en littérature et participe à divers journaux républicains, tels les Annales politiques, morales et littéraires, L'Indépendant, et surtout La Renommée, où ses articles sont remarqués, au Moniteur et à la Gazette de France. Jean Tulard estime qu'il est le véritable rédacteur des Mémoires de Bourrienne (1829-1831).

## Œuvres
- L'Observateur au congrès, ou Relation historique et anecdotique du congrès d'Aix-la-Chapelle en 1818 ; précédé d'un coup-d'œil sur la situation des différents peuples de l'Europe et du nouveau monde à l'ouverture du congrès, Eymery, Baudouin frères, Foulon et comp., 1818
- Le Rideau déchiré, Théâtre-français, décembre 1820
- L'Hermite en Italie, ou Observations sur les mœurs et usages des Italiens au commencement du XIXe siècle, faisant suite à la collection des mœurs françaises de M. de Jouy, 4 vol., Pillet aine, 1824
- Mémoires de M. de Bourrienne, ministre d’État sur Napoléon, le Directoire, le Consulat, l'Empire et la Restauration, 10 vol., avec Louis Antoine Fauvelet de Bourrienne, Ladvocat, 1829
- Mémoires d'une femme de qualité sur Louis XVIII, sa cour et son règne, 10 vol., avec Jean-Joseph-Stanislas-Albert Damas-Hinard, Étienne-Léon de Lamothe-Langon et Pierre-Armand Malitourne, Mame et Delaunay-Vallée, 1829-1830
- Mémoires de Constant, premier valet de chambre de l'empereur, sur la vie privée de Napoléon, sa famille et sa cour, 6 vol., Ladvocat, 1830-1831
- Mémoires de mes créanciers, mœurs parisiennes, avec cette épigraphe : Paye ce que dois, advienne que pourra, 2 vol., Dufey et Vezard, 1832, avec James Rousseau et sous le pseudonyme de Maxime James
- Saint-Cloud et Fontainebleau, Vimont, 1832
- Le Palais-Royal et les Tuileries, Vimont, 1833
- Mémoires de mademoiselle Adèle Boury, Vimont/Guyot, 1833
- Mémoires de mademoiselle Avrillon, première femme de chambre de l'Impératrice, sur la vie privée de Joséphine, sa famille et sa cour, 2 vol., Ladvocat, 1833
- Monsieur de Talleyrand, avec cette épigraphe : ni pamphlet, ni panégyrique, 4 vol., J. P. Roret, 1834-1835
- Les Souvenirs de Blangini. 1707-1834, Allardin, 1835
- Paris XIIIe et XIVe siècles, 2 vol., Haut-Cœur, 1839